# Ius postliminii
Das ius postliminii, (dt. „Heimkehrrecht“) gewährte dem römischen Bürger im antiken Rom nach Abwesenheit im Ausland oder nach Rückkehr aus der Kriegsgefangenschaft, den Rückerhalt seiner ursprünglichen Rechte und Sachen. Diese hatte er aufgrund fremdenrechtlicher Bestimmungen (vorübergehend) verloren. Das ius postliminii knüpft am Tatbestand des Postliminium an, dem Verlust von Recht und Sachen.
Der status quo ante bellum (dt. „Zustand, in dem die Dinge vor dem Krieg waren“) konnte nur erlangt werden, wenn Abwesenheit und Rückkehr in keinem Zusammenhang von „Ehrlosigkeit“ standen. Überläufer oder Fahnenflüchtige, welche anschließend in Kriegsgefangenschaft gerieten, waren von der Regelung ausgenommen. Gleiches galt für Römer, die in Täuschungsabsicht ihre Entlassung aus der Gefangenschaft erwirkt hatten.
Es wird angenommen, dass das Rückkehrrecht ursprünglich für Auswanderer begründet worden war und im Rahmen der Fortentwicklung des römischen Rechtswesens später heimkehrende Kriegsgefangenen ebenfalls privilegieren sollte.